# Dura lex, sed lex
Dura lex, sed lex és una expressió llatina, originària del dret romà, que traduïda literalment significa dura llei, però llei. En català, la seva traducció seria «la llei és dura, però és la llei» i defineix la necessitat i obligació d'aplicar la llei encara que pugui resultar d'excessiva severitat.
Ve l'expressió, en definitiva, a produir un missatge obligatori a respectar la llei, en tots els casos, fins i tot encara que ens perjudiquin. El respecte a la llei beneficia el futur i beneficia a la comunitat.

## Història
La frase ja es feia servir a l'antiga Roma. Ulpià va escriure «durum est, sed ita lext scripta est». Però es va fer famosa la interpolació del text. Es va popularitzar durant el període en què es va passar del dret oral al dret escrit. Amb el dret escrit ja no era possible aplicar el dret a l'arbitri de l'executant, sinó que l'existència de la llei escrita dissipava tota possibilitat arbitrària, mitjançant una llei ineludible i igual per a tothom.
No obstant això, després de ser redactades les Lleis de les dotze taules a Roma, els patricis van continuar abusant del seu poder a través de les diverses prerrogatives que els donava la mateixa llei. Al cap i a la fi les Dotze Taules van ser redactades i promulgades per la classe dominant, el patriciat. Així, les accions de la Llei estaven a l'arbitri capritxós dels pontífexs i dels primers magistrats romans, els quals deien si era procedent o no l'acció legal empresa vers ells.

## Crítiques
Alguns penalistes consideren la frase com una aplicació ortodoxa del dret, on el jutge intenta eximir-se la responsabilitat. L'advocat i professor universitari argentí Julio Raffo va dir «Cuando un juez dice ‘dura lex, sed lex’ és que está haciendo una canallada». En la mateixa línia, el President Mexicà Benito Pablo Juárez García va dir «Para los amigos, justícia y gracia. Para los enemigos, ley a secas.»

## Cultura
Es poden trobar exemples en diverses obres literàries, com Els Miserables de Víctor Hugo, al Gran Inquisidor de Dostoievski o fins i tot al Michael Koolhas de Heinrich von Kleist.